# Mate Bekavac
Mate Bekavac, slovenski klarinetist, skladatelj in dirigent, * 14. maj 1977, Ljubljana.

## Šolanje
Mate Bekavac je z učenjem klarineta pričel v Ljubljani pri Francu Tržanu in Darku Brleku, kasneje pa nadaljeval v Grazu v razredu Bele Kovacsa. Pri ranih 18. letih je zaključil magistrski študij na salzburškem Mozarteumu pri Aloisu Brandhoferju, solistu Berlinskih filharmonikov, preko katerega je Bekavac naslednik velike dunajske tradicije. Po Salzburgu je študij nadaljeval na prestižni ustanovi Juilliard School v New Yorku pri Charlesu Neidichu in zatem na pariškem nacionalnem konzervatoriju pri Michaelu Arrignonu.
Bekavac je prejemnik številnih nagrad doma in po svetu, med drugim nagrade Univerze Mozarteum, slavnega Mozartovega festivala v Salzburgu (1992), posebne nagrade žirije na Evrovizijskem tekmovanju v Varšavi (1994), Grandprix Yamaha tekmovanja na Dunaju (1994), prve nagrade tekmovanja v Lizboni (1994), prve nagrade tekmovanja v Sevilji (1995) in prve nagrade v Beogradu (1997). Je tudi nagrajenec Prešernovega sklada.

## Koncertna dejavnost
Mate Bekavac kot solist nastopa v dvoranah, kot so Musikverein na Dunaju, Chicago Symphony Hall, KKL v Luzernu, ter z orkestri, kot so Kremerata Baltica, orkester Franza Lista iz Budimpešte, Cappela Istropolitana, simfonični orkester iz Basla, orkester Frankfurtske opere, orkester Philharmonie der Nationen, orkester Saarskega radia, Camerata Israel, orkester Salzburških solistov, Muenchenski solisti, Moskovski solisti in Zagrebški solisti, orkester RTV Slovenija in orkester Slovenske filharmonije.
Kot solo klarinetist v orkestru je igral tudi z največjimi orkestri sveta, kraljevim orkestrom Concertgebouw iz Amsterdama, Mahler Chamber Orchestra, Chamber Orchestra of Europe, ter pod dirigenti kot so Mariss Jansons, Bernard Haitink, Nikolaus Harnoncourt, Kurt Masur, Zubin Mehta,  Sir Colin Davis, Neme Jaervi, Charles Mackerras, Christopher Hogwood,  Muray Perahia in Itzhak Perlman.
Bekavac posebno pozornost namenja komorni glasbi. Ta ga je popeljala na pomembne festivale komorne glasbe v Lockenhaus, Jeruzalem, na Les Museiques v Baslu, Rheingau Musik Festival, Ludwigsburger Festspiele, v Dubrovnik, Lucerne, Muenchen in drugod. Sodeluje z različnimi glasbeniki današnjega časa tako starejših kot tudi maljših generacij, kot so Gidon Kremer, Yuri Bashmet, Lyn Harrell, Heinz Holliger, Irena Grafenauer, Sergio Azzollini, Dag Jensen, Milan Turkovic, Radovan Vlatkovic, Kuss kvartet , Philharmonia Berlin kvartet, Arriaga kvartet, Minguet kvartet in Doric kvartet, Oleg Maisenberg, Elena Baskhirova, Khatia Buniatishvili, Katia Skanavi, Patricia Kopachinskaja, Sol Gabeta, Alina Ibragimova, Frans Helmerson, Nicolas Altstaedt, Claudio Bohorques, Maxim Rysanov, Antoine Tamestit, Nils Moenkemayer, člani orkestra Bavarskega radia, člani orkestra Berlinske filharmonije, Londonskih simfonikov in MET orkestra iz New Yorka.
Poleg slovenskih skladateljev, ki so mu posvetili svoja dela (Ramovš, First, Gregorc, Misson, Suklar, Krečič, Mauko, Makor…), za Bekavca pišejo tudi skladatelji po svetu. Eno od zadnjih in najbolj odmevnih, Chad Cannonove Sanje spečega sveta, je monumentalno delo za solista multiinstrumentalista, razširjen sinfonični orkester ter zbor, navdihnjeno pa po izboru svetovne poezije in slikah brazilsko-japonskega skladatelja Oskarja Oiwe.

## Pedagoška dejavnost
Je predavatelj na mojstrskih tečajih na vseh kontinentih. Bil je docent za komorno glasbo na Kronberg Academy v seriji mojstrskih tečajev »Chamber music connects the world« ter ima naziv izrednega profesorja mariborske Univerze.

## Umetniški vodja
Od 2011 je umetniški vodja glasbenega abonmaja v Kulturnem domu Franca Bernika v Domžalah.
Od januarja 2020 je tudi umetniški vodja orkestra Slovenske Filharmonije, vodilne  tovrstne glasbene institucije na slovenskih tleh.